# Борзенков, Евгений Дмитриевич
Евгений Дмитриевич Борзенков (21 ноября 1914 года, посёлок Краснинский, Верхнеуральский уезд, Оренбургская губерния, Российская империя — 21 марта 2006 года, Магнитогорск, Челябинская область, Российская Федерация) — советский рабочий-металлург, старший горновой доменного цеха Магнитогорского металлургического комбината. Герой Социалистического Труда (1966).

## Биография
Родился в посёлке Краснинский Оренбургской губернии (ныне Верхнеуральский район Челябинской области). Его отец работал на Кусимовском марганцевом руднике.
В 1941 году был мобилизован в ряды Рабоче-крестьянской Красной Армии, состав с военнослужащими уже готовился отправиться на фронт, однако, в последний момент несколько вагонов были отцеплены от основного состава, а солдаты направлены работать на Магнитогорский металлургический комбинат, среди них был и Борзенков.
Умер 21 марта 2006 года, похоронен на Правобережном кладбище города Магнитогорска.

## Память
На доме, где жил Евгений Дмитриевич Борзенков по проспекту Ленина, установлена мемориальная доска в его память.

## Награды
- Герой Социалистического Труда (Указ Президиума Верховного Совета СССР 22 марта 1966 года, орден Ленина и медаль «Серп и Молот») — за успешное выполнение заданий семилетки.
- Почётный гражданин города Магнитогорска (2002)